# Паола Тіціана Кручіані
Паола Тіціана Кручіані (італ. Paola Tiziana Cruciani), народилася 17 жовтня, 1958 року, Рим, Італія — італійська актриса.

## Біографія
Народилася в Римі, Кручіані вивчала акторську майстерність в "Laboratorio Teatrale", театральної майстерні актора і режисера Джіджі Проєтті, яку закінчила у 1981 році. У період з 1981 по 1984 рік вона була членом комедійного ансамблю "La Zavorra", з яким вона створила декілька вар'єте. у 1984 році Кручіані почала працювати на сцені як драматург, актриса і режисер, і в тому ж році вона дебютувала в кіно, у фільмі Франческо Лаудадіо в "Fatto su misura". у 1999 році була номінована на "Давида ді Донателло" за найкращу жіночу роль за фільм "Baci e abbracci".

## Фільмографія
- Fatto su misura (1984)
- Magic moments (1984)
- I pompieri (1985)
- Condominio (1990)
- La bella vita, (1994)
- Senza pelle (1994)
- Un inverno freddo freddo (1996)
- Addio e ritorno (1996)
- La classe non è acqua (1996)
- Ferie d'agosto (1996)
- Mamma mi si è depresso papà (1996)
- Mi fai un favore (1997)
- I fobici (1998)
- Baci e abbracci (1998)
- Le giraffe (2000)
- Le ali della vita (2000)
- Caterina va in città (2003)
- Che ne sarà di noi  (2004)
- Commediasexi (2006)
- Tutta la vita davanti (2008)
- Questa notte è ancora nostra (2008)
- Scialla! (Stai sereno) (2011)
- Gli equilibristi (2012)
- Buongiorno papà (2013)

## Джерело
- Паола Тіціана Кручіані на сайті IMDb (англ.)